# Heinrich von Kralik
Heinrich von Kralik (bis 1919 Heinrich Ritter Kralik von Meyrswalden; * 27. Januar 1887 in Wien; † 26. September 1965 ebenda) war ein österreichischer Musikwissenschaftler und -schriftsteller aus der Familie Kralik von Meyrswalden.

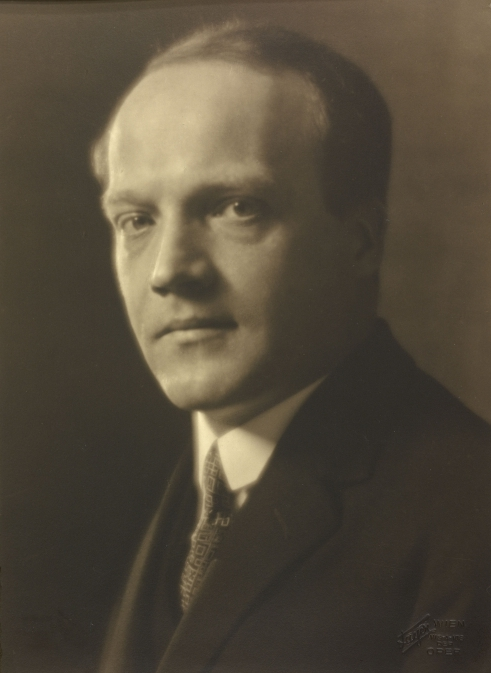
Aufnahme von Georg Fayer, 1927

Heinrich von Kralik war der Sohn von Richard Kralik von Meyrswalden (der sich als Schriftsteller Richard Kralik nannte) und Bruder von Dietrich Kralik. Zu den Besonderheiten der Namensschreibweise in Österreich sei auf den Beitrag Österreichischer Adel verwiesen.

## Leben

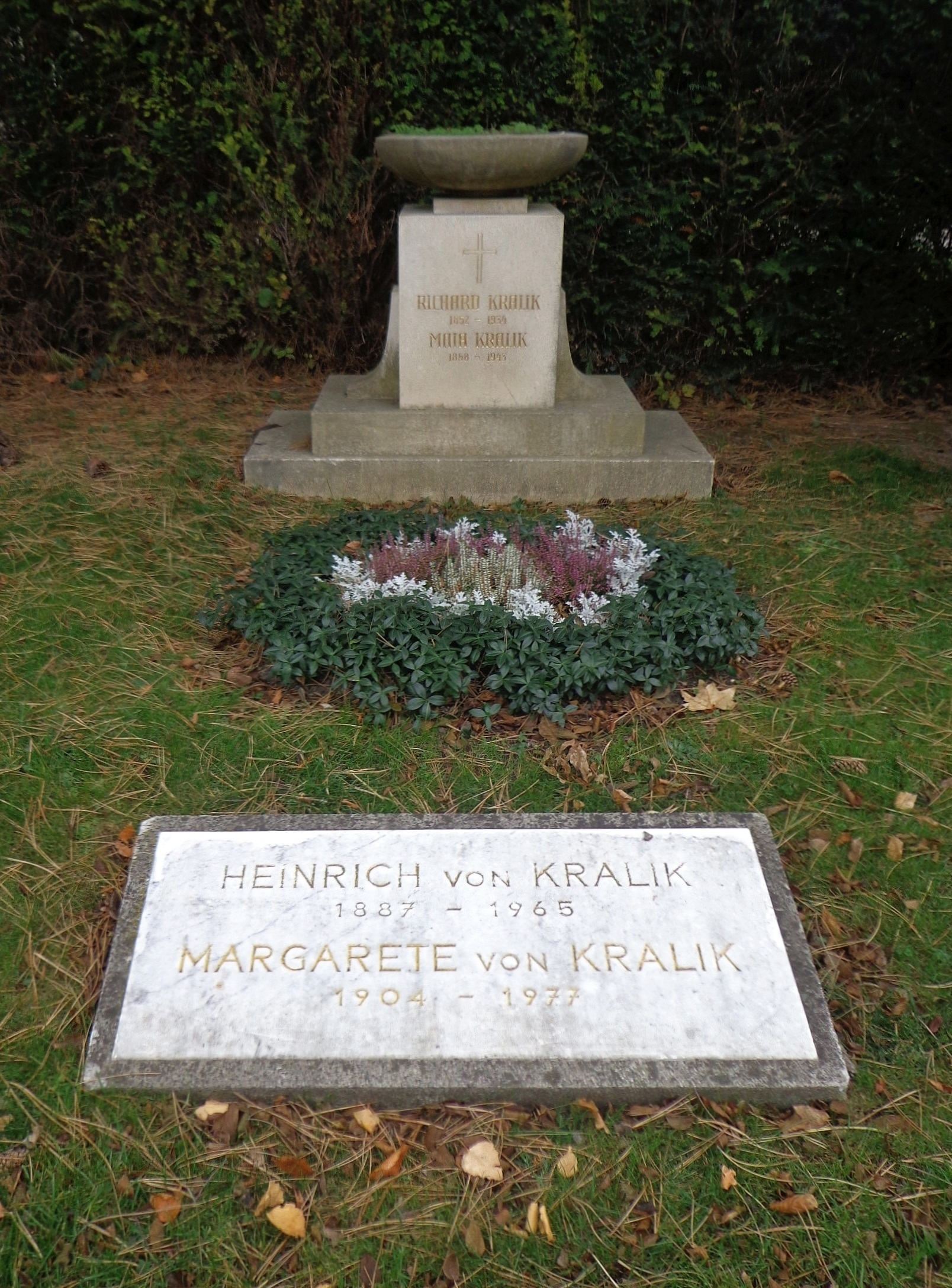
Wiener Zentralfriedhof – Ehrengrab von Richard und Heinrich von Kralik

In der Zwischenkriegszeit war Heinrich von Kralik als Musikkritiker beim „Neuen Wiener Tagblatt“ und als Musikschriftsteller tätig, nachdem er zuvor schon als Musikkritiker für die Wiener Zeitung gearbeitet hatte. Sehr populär wurden seine Operneinführungen in der „Tagblatt-Bibliothek“, von denen zwischen 1924 und 1950 an die hundert Bändchen erschienen. Sein 1937 erschienenes Werk über die Wiener Philharmoniker war in der Zeit des Nationalsozialismus verboten, ihm selbst wurde jede journalistische Arbeit untersagt, weil er sich von seiner „nichtarischen“ Frau nicht trennte. 
Im wiedererstandenen Österreich wurde ihm 1945 die Leitung der Musikabteilung der RAVAG (Österreichischer Rundfunk) übertragen. Zu seinen wesentlichen Leistungen zählte dort die erste Renaissance der Werke des in den Jahren vorher verfemten Gustav Mahler. Bald wurde er auch von der wieder gegründeten Zeitung „Die Presse“ als Musikkritiker angestellt. In den folgenden Jahren veröffentlichte er eine Reihe wichtiger Werke, von denen die meisten auch in englischer und französischer Übersetzung erschienen sind. 
Sein Standardwerk über Richard Strauss (1963) war das Ergebnis eines langjährigen freundschaftlichen Kontakts mit dem Komponisten. Zu seinem Freundeskreis zählten auch zahlreiche andere bedeutende Musiker und Schriftsteller, von seinen Jugendfreunden Erich Wolfgang Korngold und Stefan Zweig bis herauf zu Furtwängler, Böhm und Karajan.

## Würdigung
„Vom Kampf um die Durchsetzung Anton Bruckners, bis zum Kampf um Boulez spannte sich Kraliks Lebensbogen, er stand auf der Seite Gustav Mahlers wie er auf der Seite Karajans stand, er war vor fünfzig Jahren für die Gründung der Salzburger Festspiele wie noch gestern gegen ihre Kommerzialisierung“ (Peter Weiser, Nachruf, siehe „Literatur“).

## Werke
- Die Wiener Philharmoniker, Monographie eines Orchesters, Wien-Leipzig 1937
- Das Buch der Musikfreunde, Zürich-Wien 1951
- Das große Orchester, Die Wiener Philharmoniker und ihre Dirigenten, Wien 1952
- Das Opernhaus am Ring, Wien 1955
- Die Wiener Oper, Wien 1962
- Richard Strauss – Weltbürger der Musik, Wien-München-Basel 1963
- Gustav Mahler, Verlag Elisabeth Lafite, Wien 1968

## Ehrungen
- 1952: Mozartmedaille durch die Mozartgemeinde Wien[2]